# Zerbster Roland

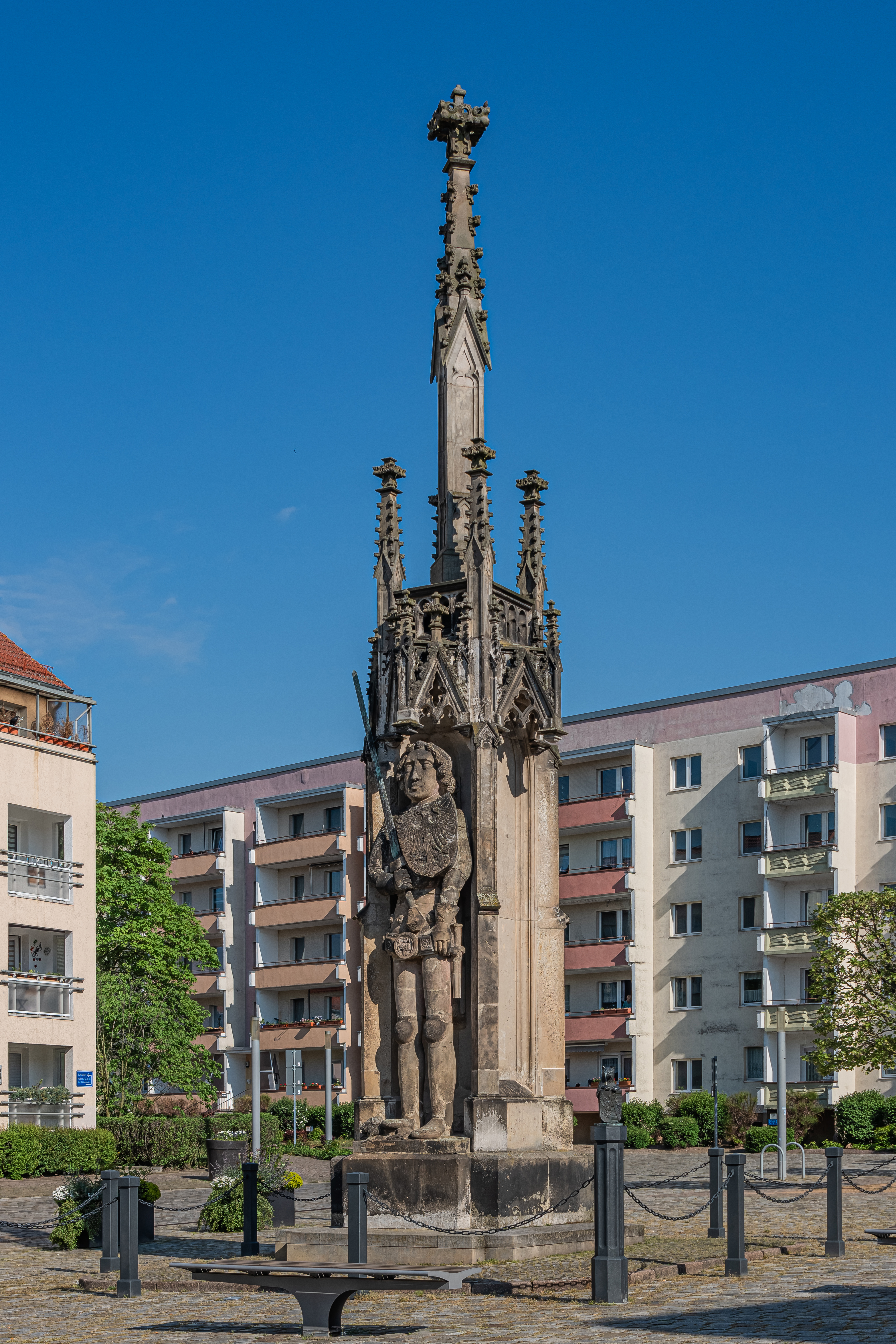
Rolandstatue auf dem Markt in Zerbst

Der Zerbster Roland in Zerbst/Anhalt ist eine erstmals 1385 erwähnte Rolandsfigur.

## Größe und Beschreibung
Die Gesamthöhe des Denkmals beträgt 9 m, die Höhe der Rolandsfigur 4 m. Der Zerbster Roland setzt seinen rechten Fuß auf einen Hund. Die Deutung dieses Symbols ist nicht eindeutig geklärt. Einige sehen darin ein Zeichen für den zu bekämpfenden Unglauben, andere interpretieren es als Symbol für Schuld und Sühne. Er trägt neben Plattenharnisch, Prunkgürtel, Arm- und Beinschienen und Panzerhandschuh. Er hat keine Kopfbedeckung auf dem schulterlangen lockigen Haar.
Im Jahr 1666 wurde der Roland in ein barockes Schilderhaus gestellt. Im Jahr 1848 entwarf Carl Alexander von Heideloff (Nürnberger Künstler und Konservator) ein Haus mit Baldachin und Kreuzblume im Stil der Neogotik. Der vormals doppelköpfige Adler auf dem Schild wurde zu einem einköpfigen Adler umgestaltet.

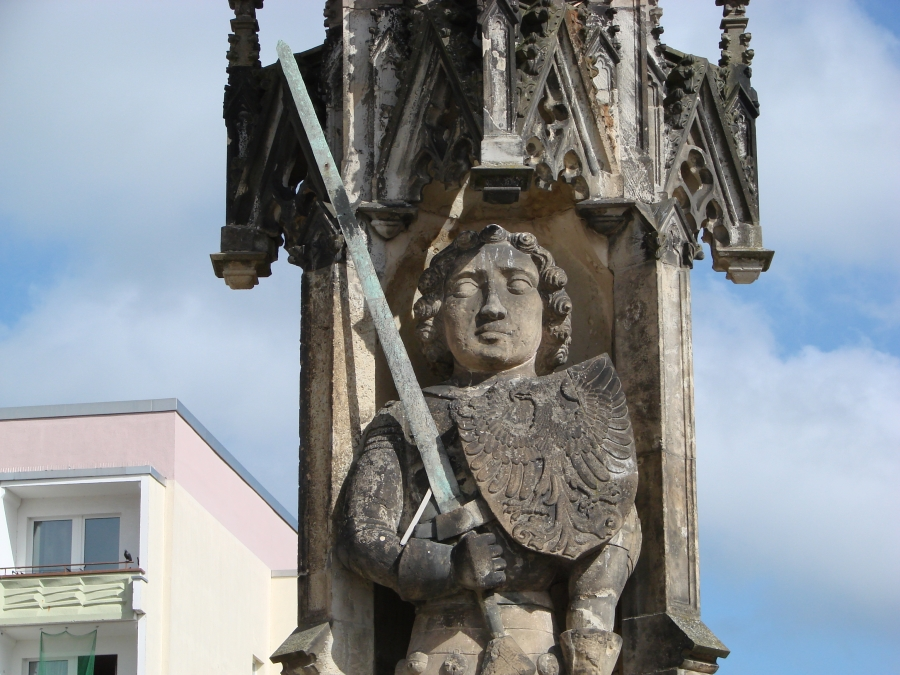
Roland in Zerbst mit Schwert und Schild
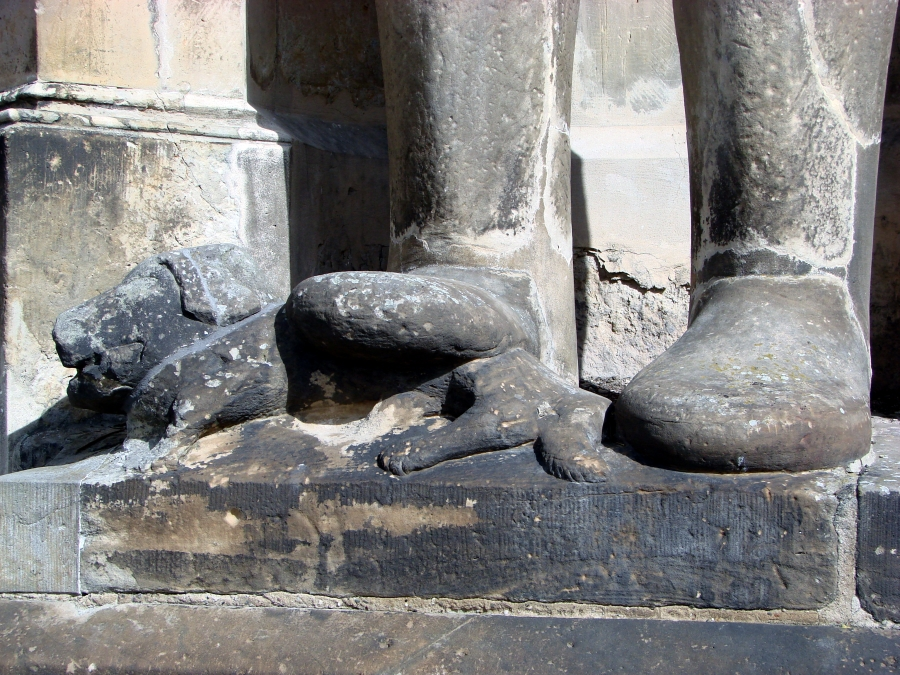
Roland mit rechtem Fuß auf einem Hund
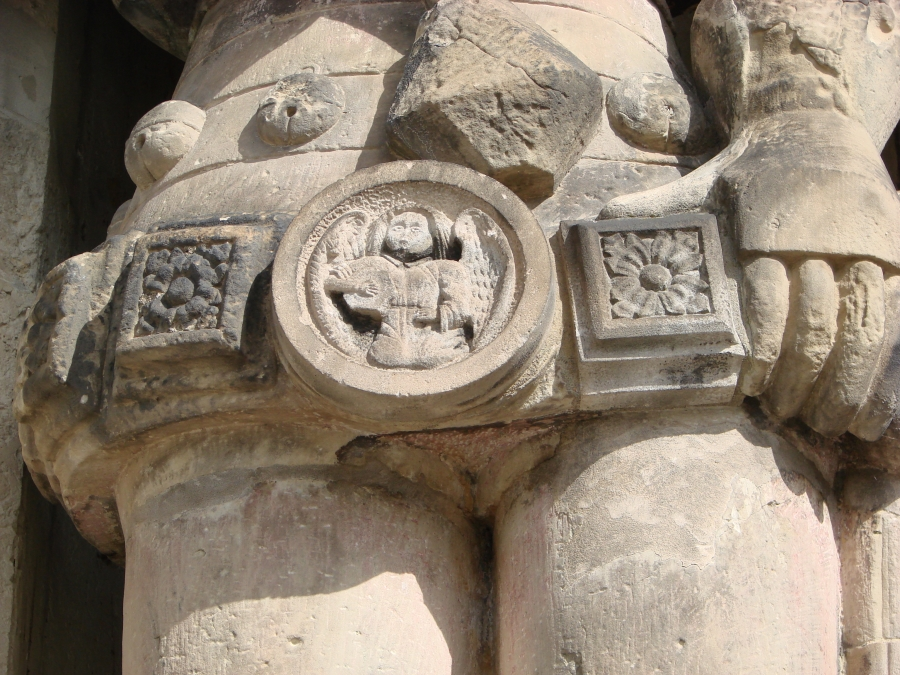
Breiter Prachtgürtel mit Laute spielendem Engel auf der Gürtelschnalle
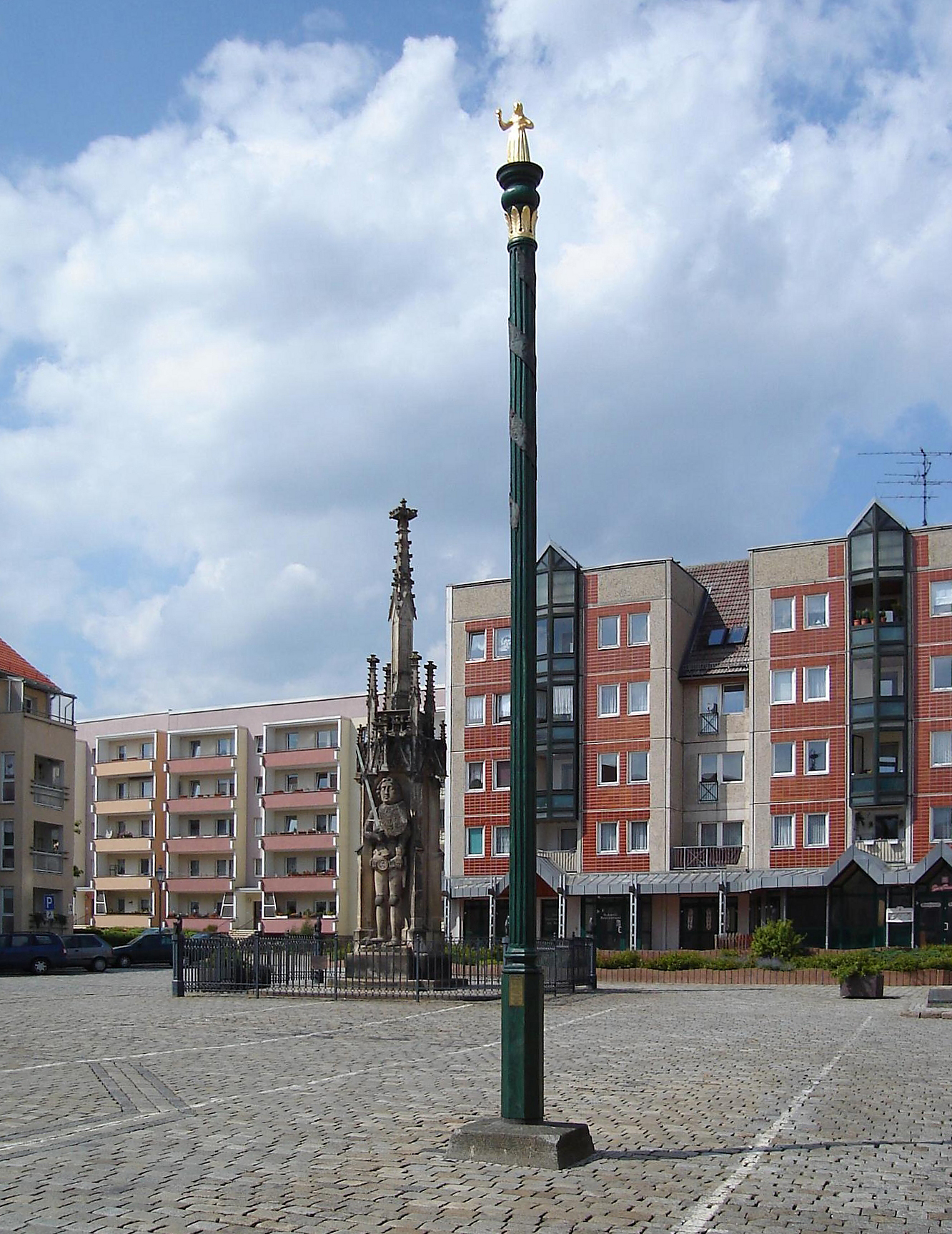
Zerbster Roland 2005

## Geschichte
Urkundlich nachweisbar ist ein Roland aus Holz auf dem Markt in Zerbst seit 1385. Der Roland in Zerbst ist der drittälteste in Deutschland. Noch älter sind lediglich die Rolandstatuen in Bremen und Halberstadt. Im Jahr 1445 wurde die hölzerne Figur durch einen Roland aus Bernburger Sandstein ersetzt. Der Schöpfer war Meister Curd aus Zerbst. Erkennbar ist die Ähnlichkeit mit dem Bremer Roland. Beide tragen einen Harnisch und einen Gürtel mit einem Laute spielenden Engel.

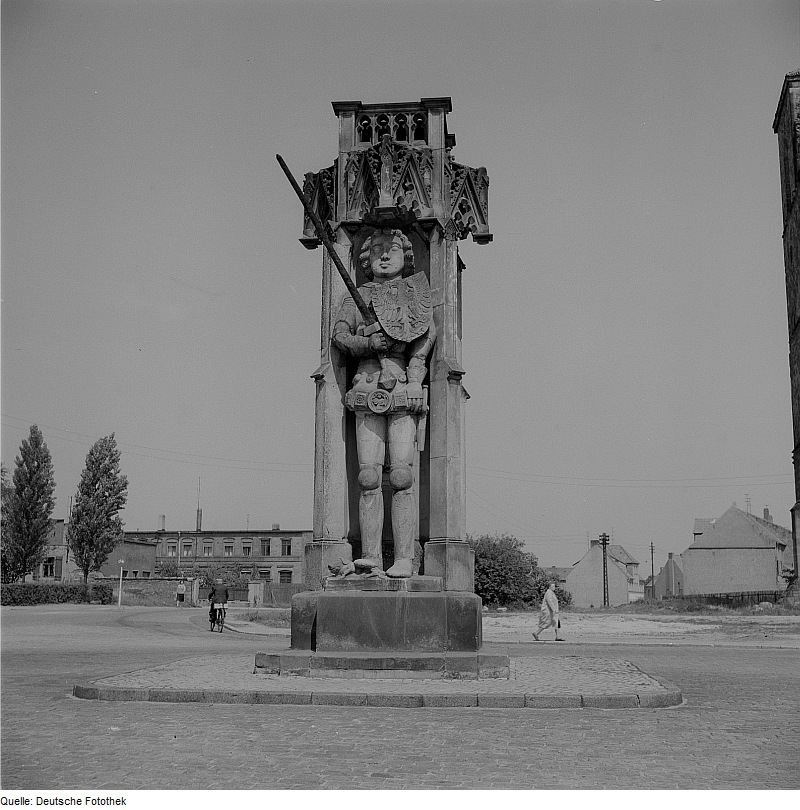
Zerbster Roland 1945

Zerbst wurde am 16. April 1945 schwer bombardiert, dabei wurde auch der Roland beschädigt. Die Figur wurde 1980 restauriert und entsprechend der Vorlagen aus dem 19. Jahrhundert mit einem Eisenzaun umgeben.

## Traditionen um den Roland
Der Verein Zerbster Rolandbrüder e.V. hat sich die Pflege und den Erhalt historischer Objekte in der Stadt zum Ziel gesetzt. Er wurde 1996 gegründet und hat Anteil an der Wiederbelebung historischer Traditionen in der Stadt.
Im Jahr 1981 wurde erstmals der Zerbster Rolandlauf durchgeführt. Inzwischen nimmt der Lauf einen festen Platz im Landesranglistenlaufkalender in Sachsen-Anhalt ein. Die Strecke führt über 25 km um den Standort des Roland.